# Горни Тісовнік
Горни Тісовнік (словац. Horný Tisovník) — село в окрузі Детва Банськобистрицького краю Словаччини. Площа села 32,16 км². Станом на 31 грудня 2015 року в селі проживало 195 людей.

## Історія
Перші згадки про село датуються 1573 роком.

## Населення
| Рік:            | 1994. | 2004.    | 2014.    | 2024.  |
| --------------- | ----- | -------- | -------- | ------ |
| Кількість осіб: | 325   | 243      | 200      | 189    |
| Різниця:        |       | -25,23 % | -17,69 % | -5,5 % |

| Рік:            | 2023. | 2024.   |
| --------------- | ----- | ------- |
| Кількість осіб: | 186   | 189     |
| Різниця:        |       | +1,61 % |